# Kościół św. Józefa w Opalenicy
Kościół Świętego Józefa w Opalenicy – jeden z kościołów rzymskokatolickich w mieście Opalenica w województwie wielkopolskim. Należy do dekanatu bukowskiego. Mieści się w zachodniej części miasta, przy ulicy Powstańców Wielkopolskich.
Świątynia została zbudowana w 1895 albo 1900 przez miejscową niemiecką społeczność ewangelicką i służyła jej do 1945. Budowę sfinansowano ze środków Towarzystwa Gustawa Adolfa oraz dotacji lokalnej cukrowni.
Od 1981 kościół stanowi siedzibę parafii katolickiej św. Józefa.

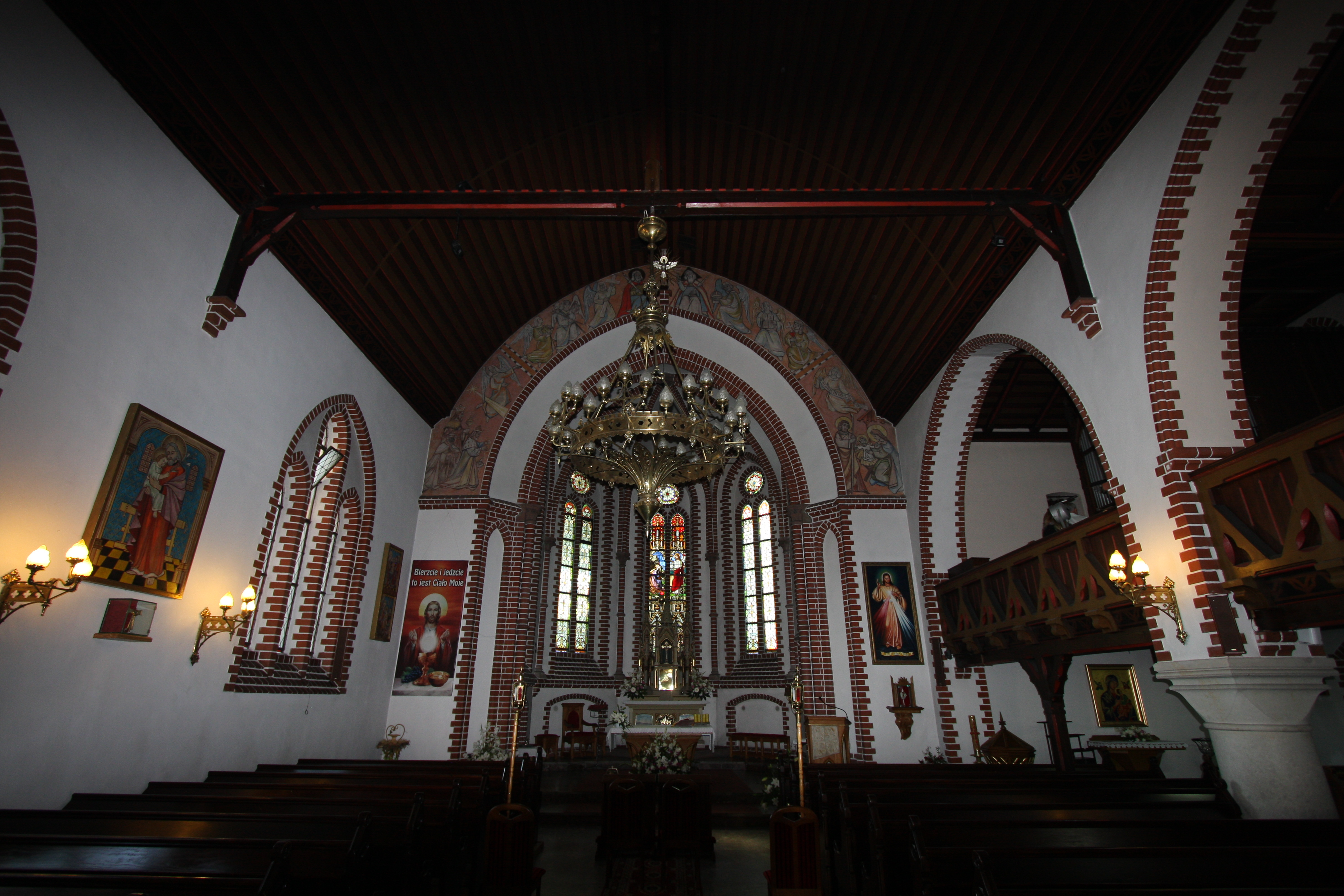
Wnętrze świątyni

Kościół zbudowano z materiałów łatwo dostępnych: cegły, klinkieru i kamienia. Został wzniesiony na solidnym granitowym fundamencie na zaprawie cementowo-wapiennej. We wnętrzu zastosowano rodzaj galerii w celu powiększenia powierzchni dla uczestników nabożeństw. Do trzonu głównego przylega od strony południowo-zachodniej znacznie niższa zakrystia. Dachy pokryto łupkiem, który przetrwał 92 lata. Do świątyni prowadzą drzwi drewniane jednoskrzydłowe. 
Kościół jest wpisany do rejestru zabytków miasta Opalenica pod nr rej.: 2247/A z 10.09.1992